# Colchicum arenarium
Colchicum arenarium är en tidlöseväxtart som beskrevs av Franz de Paula Adam von Waldstein-Wartemberg och Pál Kitaibel. Colchicum arenarium ingår i släktet tidlösor, och familjen tidlöseväxter. IUCN kategoriserar arten globalt som livskraftig. Inga underarter finns listade i Catalogue of Life.

## Bildgalleri

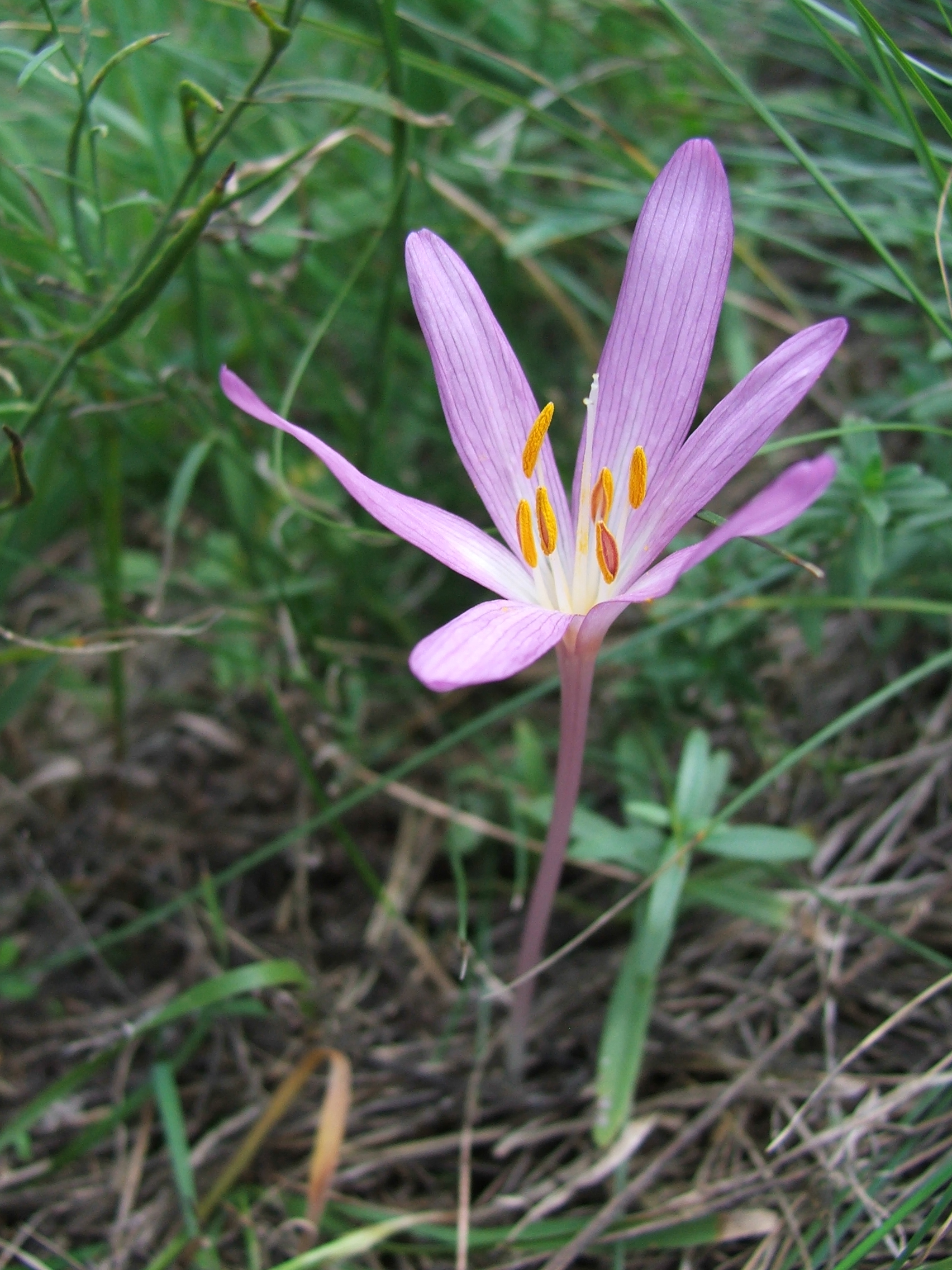